# Huécar
Le Huécar est un cours d'eau affluent du Júcar. Son bassin versant se trouve dans la province de Cuenca, en Espagne.
Il traverse la ville du même nom, formant la Hoz del Huécar au-dessus de laquelle sont situées les fameuses maisons suspendues. Il s'agit d'un accident géographique où le lit du fleuve prend la forme d'un canyon.

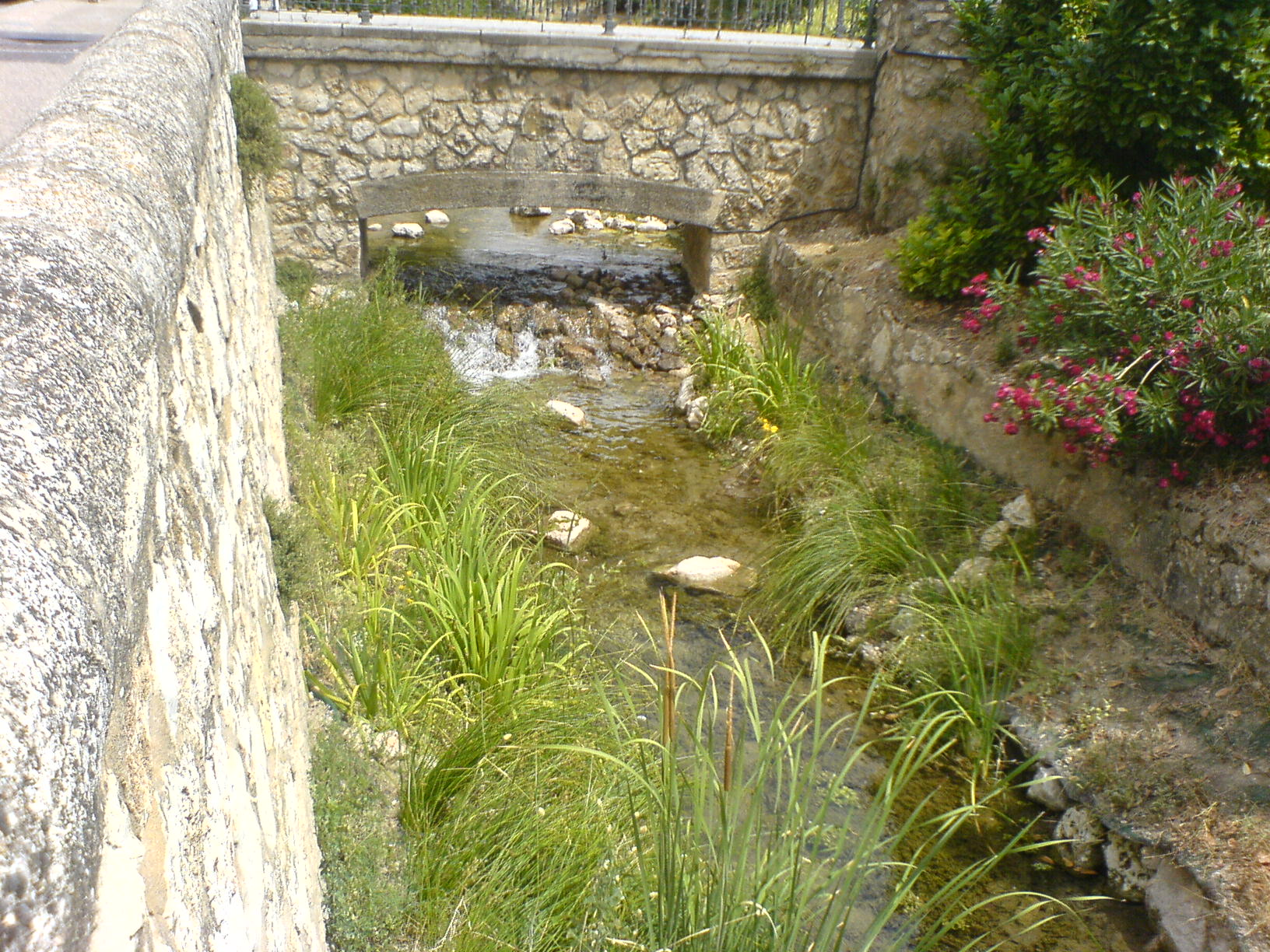
Le Huécar à Cuenca.